# Háj (Žilina)
|  | No s'ha de confondre amb Háj (Košice). |

Háj és un poble i municipi d'Eslovàquia que es troba a la regió de Žilina, al centre-nord del país.
Està situat al nord-oest de la regió, prop del curs alt del riu Váh (conca hidrogràfica del Danubi) i de la frontera amb les regions de Banská Bystrica i Trenčín.

## Història
La primera menció escrita de la vila es remunta al 1264.

## Demografia
| Godina             | 1994 | 2004   | 2014   | 2024   |
| ------------------ | ---- | ------ | ------ | ------ |
| Nombre de persones | 446  | 478    | 457    | 469    |
| Diferència         |      | +7,17% | −4,39% | +2,62% |

| Godina             | 2023 | 2024   |
| ------------------ | ---- | ------ |
| Nombre de persones | 464  | 469    |
| Diferència         |      | +1,07% |